# Landgericht Meran

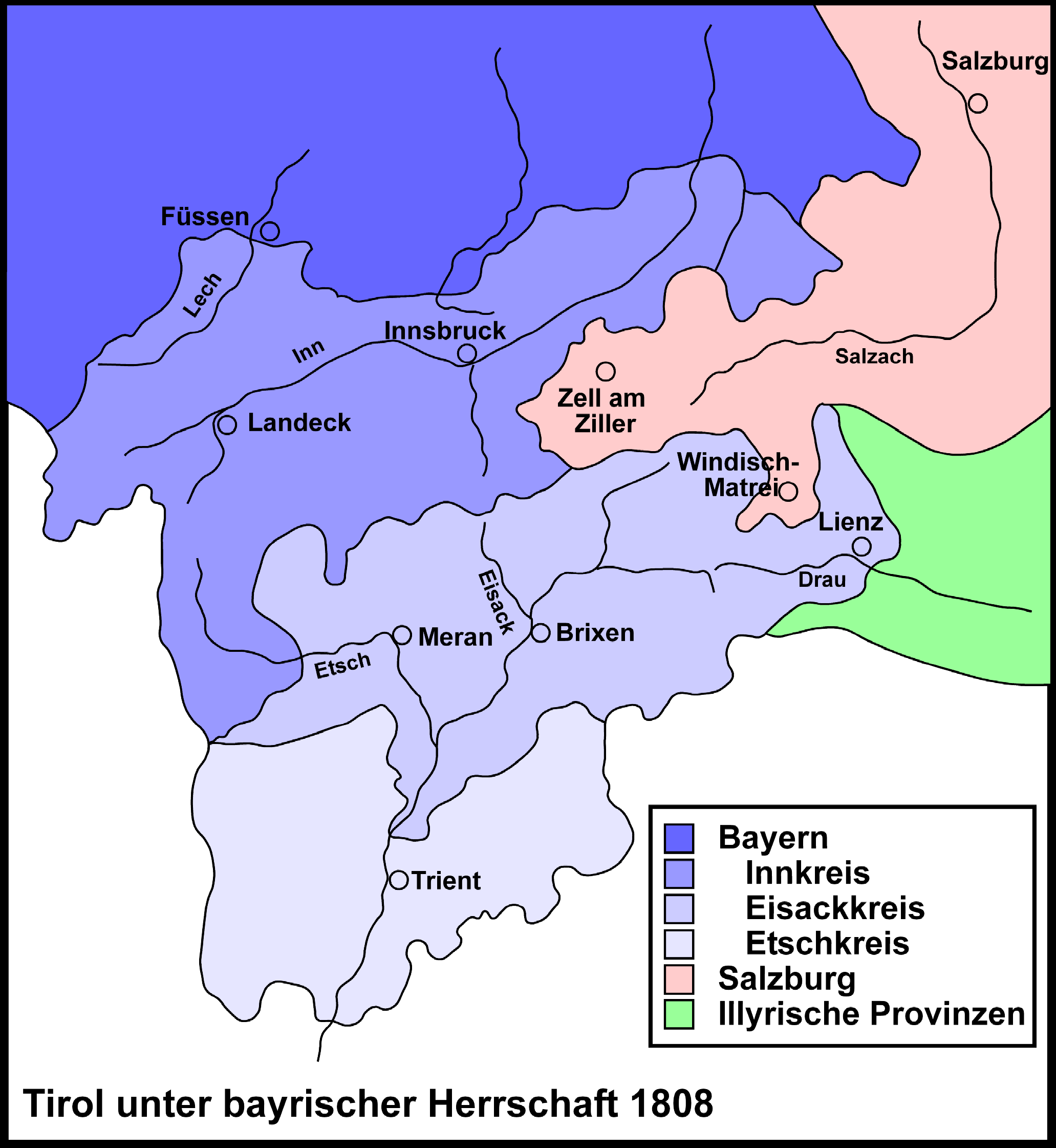
Das Landgericht Meran im Eisackkreis 1808

Das Landgericht Meran war ein von 1805 bis 1810 bestehendes bayerisches Landgericht älterer Ordnung mit Sitz in Meran in Südtirol. Die Landgerichte waren im Königreich Bayern Gerichts- und Verwaltungsbehörden.

## Geschichte
Das von Napoleon und seinen Verbündeten schwer geschlagene Österreich musste 1805 im Frieden von Pressburg seine Gefürstete Grafschaft Tirol an das mit Napoleon verbündete Bayern abtreten. In der Folge wurde im Verlauf der Verwaltungsneugliederung Bayerns das Landgericht Meran errichtet. Dieses wurde nach der Gründung des Königreichs Bayern dem Eisackkreis zugeschlagen, dessen Hauptstadt Brixen war. Das Landgericht Meran kam nach der Niederschlagung des Tiroler Volksaufstandes 1810 zum Königreich Italien.

## Beamte des Landgerichts
Die Beamten des Landgerichts Meran im Jahr 1809 lassen sich aus dem Königlich-Baierischen Regierungsblatt entnehmen.
- Erster Assessor: Anton von Hörmann
- Zweiter Assessor: Sebastian Reisch
- Aktuar: Anton Aichholzer